# Arpionismo
Con il termine arpionismo si intende, in meccanica, un dispositivo che permette un movimento (generalmente rotatorio) in un senso ma lo impedisce nel senso opposto. Rientra nei "dispositivi di frenatura".

## Uso
Gli arpionismi sono impiegati come sistemi di sicurezza in molte strutture per impedire che un elemento (generalmente un ingranaggio) possa muoversi in senso opposto al voluto creando pericolo per gli operatori, per esempio negli argani per il sollevamento di materiali pesanti o per il movimento delle àncore delle navi. Un tipo molto semplice di arpionismo è rappresentato dal sistema che impedisce la rotazione all'indietro della ruota posteriore della bicicletta consentendo solo quello verso l'avanti producente il moto del veicolo. Un altro esempio può essere rappresentato dal meccanismo di caricamento degli orologi meccanici che si compie manualmente in una sola direzione.

## Struttura
Il tipo più semplice di arpionismo consiste in un elemento mobile (spesso caricato da una molla) provvisto di una sporgenza di forma non simmetrica che va ad ingaggiare i denti di un ingranaggio permettendone la rotazione solo in un senso e bloccandolo nell'altro (arpionismo irreversibile). Tuttavia vi sono molte varianti: una è quella per cui l'elemento sopra citato può essere corretto nella sua posizione e collocato in modo da impedire la rotazione nel senso in cui prima la permetteva, e viceversa (arpionismo reversibile).
Lo stesso principio può naturalmente essere applicato ad un elemento non necessariamente circolare: ad esempio una cremagliera può essere comandata nello stesso modo permettendone lo scorrimento in un solo senso. Molti arpionismi sono disinseribili a mano oppure mediante un controllo meccanico.